# 聖皮瑞旗

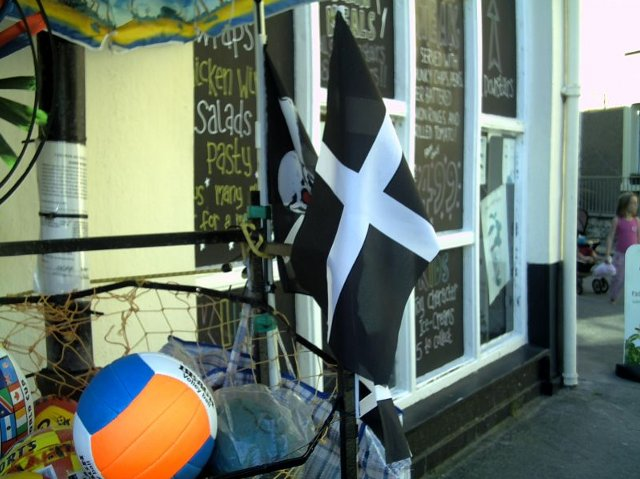
一家咖啡廳外的聖皮瑞旗

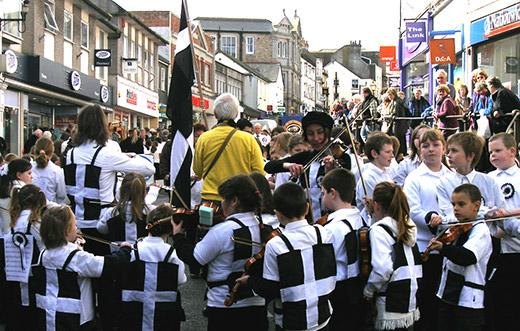
彭贊斯的聖皮瑞日慶典

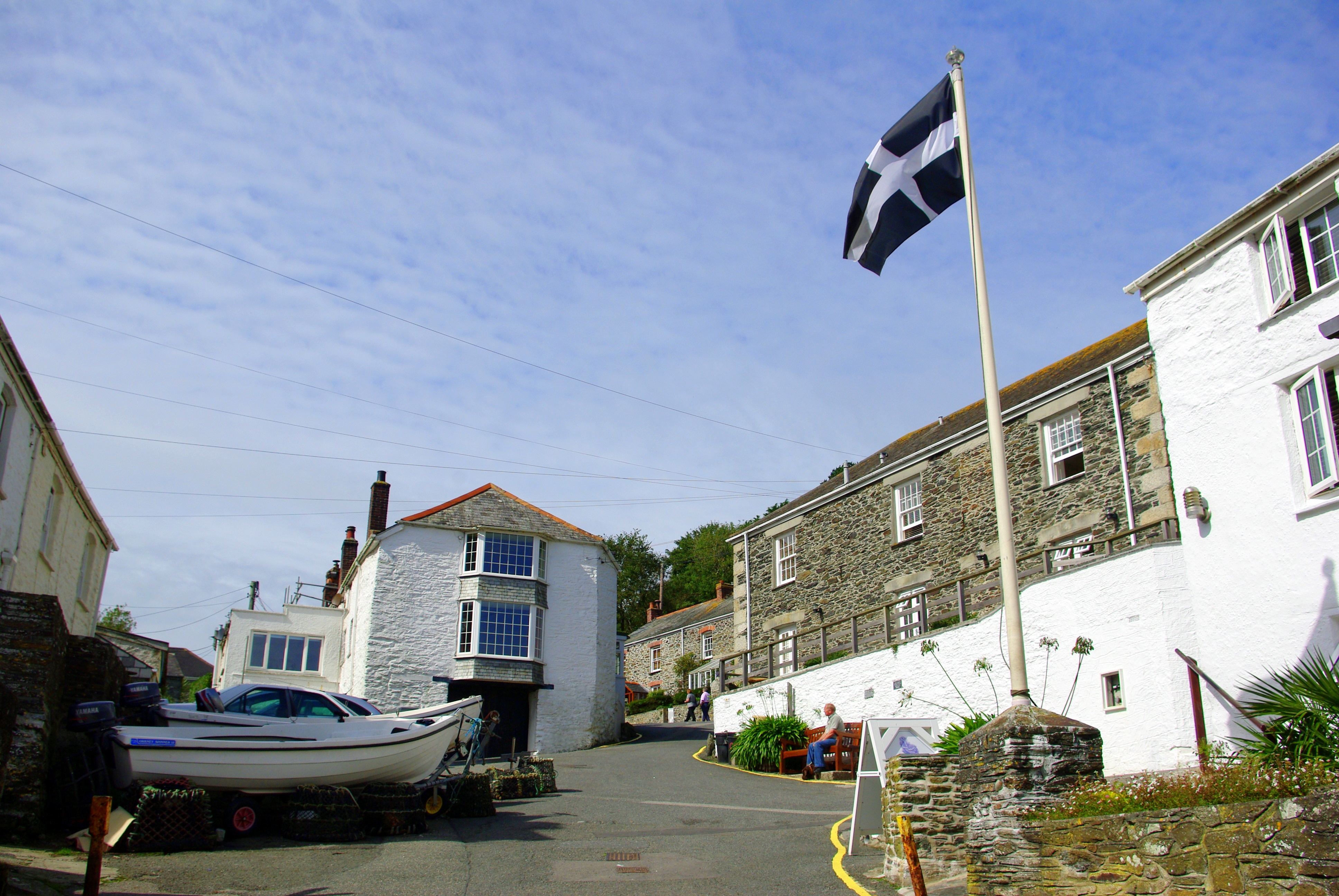
波特羅村的聖皮瑞旗

聖皮瑞旗（英語：Saint Piran's Flag）是英國康瓦爾郡的旗幟。最早的有關康瓦爾郡紋章旗的記述是在1838年。一些康沃尔人將聖皮瑞旗視為他們的認同象徵。
聖皮瑞旗由來於5世紀時的康瓦爾人修道院院長聖皮瑞。15世紀時，聖皮瑞家族曾使用黑底白十字的設計作為紋章圖案。

## 起源
最早的有關聖皮瑞旗的文獻記錄是戴維斯·吉爾伯特在他的著作《康瓦爾教區史》（The Parochial History of Cornwall）的如下文字：
聖皮瑞的紋章和康瓦爾紋章是在黑底上有白色十字。黑色可能由來於礦石，白色可能由來於金屬錫
吉爾伯特提到他認為康瓦爾在1838年之前就已經使用了這一紋章。但吉爾伯特並沒有留下他的研究證據，僅提到這來自於他的回憶。
在西敏寺的花窗玻璃上可看到最初的聖皮瑞旗圖案。這一聖皮瑞旗揭幕於1888年，紀念康瓦爾人發明家和工程師理查·特里維西克。這面玻璃在頂部描繪了米迦勒，以及九位康瓦爾聖人。

## 法國和布列塔尼的紋章
布列塔尼的聖皮瑞家族紋章是在黑色盾徽上有白色十字的設計。

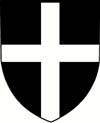
Geoffroy le Borgne的紋章
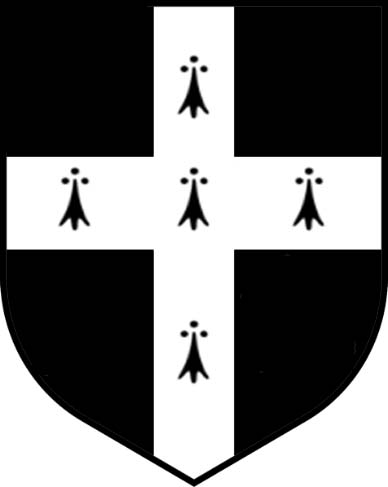
Arnèke家族的紋章
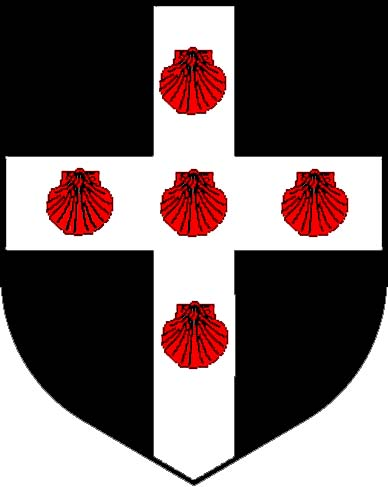
Rouvroy de Saint-Simon的紋章
聖皮瑞家族（布列塔尼）的紋章[9]

## 用途
聖皮瑞旗經常裝飾在汽車保險槓上，並且亦飄揚在康瓦爾郡議會大廈等建築的上空。聖皮瑞旗亦在聖皮瑞節等康瓦爾本地的節日，以及康瓦爾橄欖球聯盟的比賽展示。聖皮瑞旗亦在全世界被用作康瓦爾僑民的象徵。許多機構和康瓦爾本地的企業亦在標誌中含有聖皮瑞旗的設計，例如循道宗的康瓦爾教區。
在2012年6月的泰晤士鑽禧慶典上，聖皮瑞旗和英格蘭國旗、蘇格蘭國旗、北愛爾蘭旗幟、倫敦市旗一同飄揚在皇家賽艇上。

## 外部連結
- Flags of the World
- The Flag Institute